# Рудник Кокіс-Файнд
Рудник Кокіс-Файнд (Cox's Find) – колишній гірничодобувний майданчик на заході Австралії, одна з копалень на рудному полі Ерілстун (Erilstoun).
Золоторудне родовище Кокіс-Файнд виявили у 1935-му, після чого провели тестування знахідки за допомогою невеличкого кар’єру, з якого вилучили сотню тонн руди. Далі права на родовища придабла компанія Western Mining Corporation, що вела його розробку до 1942 року.
Роботи провадили підземним способом за допомогою двох шахтних стовбурів, закладених обабіч згаданого вище розвідувального кар’єру. Станом на 1940 рік копальня видала 59 тисяч тонн руди, що дало змогу отримати 1,6 тонни золота.
Можливо відзначити, що Кокіс-Файнд став першим вдалим проектом в історії Western Mining Corporation, яка у другій половині XX століття перетворилась на потужного виробника нікелю (але в першій половині 2000-х років збанкрутувала).